# Попелюшка (фільм, 1950)
«Попелю́шка» (англ. «Cinderella») — мультфільм студії Дісней, створений за мотивами казки Шарля Перро Попелюшка. Після прем'єри, що відбулась в 1950 році, фільм допрацьовувався і знову випускався на екрани кожні сім-вісім років.

## Сюжет
Попелюшка — бідна сирота, у якої в ранньому дитинстві померла мати, а потім і батько, залишивши її під опікою злої мачухи. Мачуха і її дві розбещені і негарні доньки — Дрізелла й Анастасія, змушують важко працювати бідолашну з ранку до ночі. Тим часом Король королівства вирішує влаштувати бал з нагоди повернення з чужини свого сина Принца — сподіваючись, що син зрештою одружиться і подарує старому Королю онуків. Попелюшка прагне потрапити на королівський бал, але зведені сестри і мачуха не хочуть цього і роблять все можливе, щоб завадити їй. На допомогу бідоласі приходить Добра фея. Силою чарів вона наділяє Попелюшку розкішною каретою, чудесною сукнею і незвичайними кришталевими черевичками. Принц відразу закохується у чарівну незнайомку, а вона в нього. Але чари діють лише до опівночі… Попелюшка мусить повернутись, інакше все вмить стане таким, як і було: карета — гарбузом, лакей — собакою, візниця — конем, коні — мишами, а гарна сукня — лахміттям. Принц хоче будь-що знайти чарівну незнайомку, яка утікаючи загубила на сходах кришталевий черевичок. Король видає наказ розшукати дівчину, що загубила черевичок. Приміряти черевичок може будь-яка неодружена дівчина королівства. Дрізелла й Анастасія сподіваються, що одній із них пощастить вдягти черевичок, а Попелюшку мачуха замикає на ключ у її кімнаті. Але друзі Попелюшки — мишенята Жак і Гас — відбирають хитрістю ключ у мачухи і допомагають Попелюшці вийти. Коли черевичок не підійшов жодній із дочок мачухи і посланці Короля збираються вже їхати, їх зупиняє Попелюшка, що бажає теж приміряти черевичок. Щоб завадити це зробити, мачуха підставляє ціпок під ногу слуги, і той, перечепившись, розбиває кришталевий черевичок. Герцог та інші посланці засмучені, але Попелюшка їх заспокоює і говорить, що у неї є другий черевичок — такий самий, і показує його, на превелике здивування мачухи… Закінчується мультфільм весіллям Попелюшки і Принца і словами: «І жили вони довго і щасливо».

## Український дубляж
Дубльовано студією «LeDoyen» на замовлення «Disney Character Voices International» у 2012 році.
- Режисерка дубляжу — Ольга Чернілевська
- Перекладач тексту та пісень — Роман Кисельов
- Музична керівниця — Тетяна Піроженко
- Творча консультантка — Aleksandra Sadowska

Ролі дублювали:
- Вікторія Івасишина — Попелюшка
- Василь Левицький — Принц
- Валентина Гришокіна — леді Тремейн
- Василь Мазур — Король
- Володимир Ніколаєнко — Герцог
- Марина Кукліна — Анастасія
- Віталіна Біблів — Дрізелла
- Валентина Яременко — Хрещена фея
- Сергій Солопай — Ґас
- Ігор Тимошенко — Жак

А також: Олена Узлюк, Михайло Войчук, Валентина Лонська, Катіко Пурцеладзе, Тетяна Піроженко, Сергій Юрченко, Володимир Трач, Михайло Мальцев та інші.
Пісні:
| Назва англійською                    | Назва українською                 |
| ------------------------------------ | --------------------------------- |
| «Cinderella» (Main Title)            | «Попелюшка»                       |
| «A Dream Is a Wish Your Heart Makes» | «Мій сон — це мої бажання»        |
| «Oh, Sing Sweet Nightingale»         | «О, соловейку мій, заспівай мені» |
| «The Work Song»                      | «До роботи, Попелюшко!»           |
| «Bibbidi-Bobbidi-Boo»                | «Бібіді-Бобіді-Бу»                |
| «So This Is Love»                    | «Моя любов»                       |

## Виробництво
Коротку версію мультфільму створив сам Волт Дісней ще в 1922 році. Прототипом для Попелюшки стала шведська акторка Інгрід Бергман.
Стрічка вийшла на стику початкових робіт Діснея 1930 рр. і класичніших форм малюнка в 1940 рр. «Попелюшка» була прийнята критикою менш захоплено. «Попелюшка» була першим мультфільмом, що вийшов після Другої світової війни («Бембі», 1942). Війна і, як наслідок, зниження прокату, змусили Діснея випустити ряд недорогих фільмів, таких як «Проспівай мені пісню» та «Забавні речі» протягом 1940 рр. Мультфільм отримав приз «Золотий ведмідь» на Берлінському кінофестивалі в 1951 році. Волт Дісней за мультфільм здобув спеціальну премію на Канському кінофестивалі в 1950 році. У мультфільму є сіквели — «Попелюшка 2: Мрії збуваються», що вийшов 2002 року, і «Попелюшка 3: Злі чари», що вийшов у лютому 2007 року.
Фільм озвучували дев'ять акторів і акторок, а крім них, над картиною працювали понад 60 осіб. Серед них художники-мультиплікатори, художники, письменники, композитори і багато інших фахівців. Всіма ними керував сам Волт Дісней. Багато сил пішло на експерименти з новою технікою мультиплікації, створення образів з об'ємними формами й пошук нових виразних засобів.

## Цікаві факти
- Казка про Попелюшку, як і історія Красуні і Чудовиська, існує майже в кожній світовій культурі. Найбільш рання відома версія — китайська — дев'яте сторіччя. Діснеївська версія Попелюшки була заснована на казці французького автора Шарля Перро.
- Ключ до успіху Попелюшки мав лежати в поєднанні знаменитої, відшліфованої часом історії, з дотепністю і веселістю, які освіжили б казку й адаптували її до сучасної аудиторії. Сьогодні важко в це повірити, але Попелюшка була для Диснея великим ризиком, — якби він зазнав невдачі з нею, студія, імовірно, припинила б фінансування повнометражних фільмів. Але фільм мав успіх і вже за перший випуск зібрав $ 4 000 000, чим підійняв фінансове становище студії до найвищого рівня з 1938 р.
- Волт Дісней знизив ризик у роботі над Попелюшкою до мінімуму. Не повинно було бути жодної двозначності, жодного «неправильного повороту», який міг би знизити дохід від фільму. Перш ніж починати нескінченні (і дорогі) експерименти над структурою історії й природними рухами героїв, Дісней вирішив використовувати живих акторів для створення більшості кадрів. Зняті плівки були максимально вивчені, а основні рухи ретельно відстежені.
- Попелюшка і Люцифер входять в кухню. На стіні зліва поряд з дверима нічого немає. Коли показують цю стіну знову, на ній з'являються дзвіночки, підведені мотузочками в кімнати мачухи та сестер.
- Один з неповторних артистичних прийомів у Попелюшці — складне колірне моделювання фільму Клода Коаца і Мері Блаїр. Для створення фонів були використані значною мірою холодні кольори, і в контрасті з ними герої здаються ще яскравішими і живішими. (Цей же прийом був використаний для створення «Покахонтас» (1995) Майклом Гіаїмо).
- Після того, як черевичок розбився, Попелюшка запропонувала замінити її тією, яка була у неї у фартусі й надягла другий черевичок на ту ж ногу, на яку збиралася надягти перший.
- Можна помітити, що мачуха Попелюшки дуже схожа зовні на Малефісенту — злу чаклунку з «Сплячої красуні».
- На ковдрі Попелюшки є пара латок. Коли пташки заправляють її постіль, латочки зникають.
- Під час розмови між Королем та Герцогом на балу, Герцог всіляко грає з моноклем, переважно наче з йо-йо.
- На самому початку нам показують вежу, в якій живе Попелюшка. Рослинність є тільки праворуч від вікна. Пташки прокидаються й вибираються зі своїх гніздечок. Разом із пташками з'являється і буйна зелень над вікном.
- У своїй творчості Уолт Дісней часто звертався до європейської культури, вважаючи її найкращим джерелом для свого натхнення. Прекрасні анімаційні фільми студії Disney «Білосніжка і семеро гномів», «Піноккіо», «Русалонька» та інші підтверджують це. Однак мало хто знає, що вперше Уолт Дісней використовував сюжет казки «Попелюшка» в далекому 1922 році в однойменній короткометражці.
- В процесі створення «Попелюшки» автори сміливо застосовували нові для того часу технічні прийоми. Для більшої правдоподібності руху і пластики персонажів використовувалася техніка Live Action — живих акторів знімали на кіноплівку, а потім обрисовували. Майже 90% картини було створено із застосуванням цієї технології.
- Ілен Вудс, що подарувала голос головній героїні анімаційного фільму, працювала в ті роки на радіо й анітрохи не здивувалася, коли друзі композитори попросили її взяти участь в записі своїх нових пісень. Вона заспівала «Так, це любов», «У серці народжуються ваші мрії» та «Біббіді-БаббідіБу». Ні слова не кажучи Ілен, друзі передали плівки в офіс Disney, де на той момент знаходилися запису понад 300 здобувачок. Прослухавши матеріал, Уолт Дісней відразу вирішив, що знайшов голос, яким повинна говорити і співати його головна героїня, і зв'язався з Ілен. Можна тільки здогадуватися, який захват охопив 19-річну дівчину, коли вона дізналася, що історія Попелюшки можлива не тільки в книгах та кіно, а й у житті! Ілен із радістю погодилася на пропозицію студії.
- Для створення музичного оформлення до «Попелюшку» Волт Дісней звернувся до джазових музикантів з 28-ї вулиці Нью-Йорка. Цей експеримент вийшов настільки вдалим, що Уолт вирішив відкрити власну звукозаписну компанію, першим релізом якої став саундтрек до казкової історії про Попелюшку.
- Попелюшка по праву займає одне з найпочесніших місць серед Принцес Disney. Вона не була народжена в королівській родині, і свого роду визнанням і подарунком для цієї скромної дівчини став Палац Попелюшки, збудований в самому центрі парку Walt Disney World у Флориді. Це найбільший, і, мабуть, найкрасивіший з усіх палаців в парках Disney. Вечорами, після заходу сонця, Замок Попелюшки спалахує мільйонами вогнів на радість відвідувачів.
- Восени 2012 року одна з найулюбленіших Принцес Disney знову опинилася в центрі загальної уваги. У Платиновій колекції Disney вийшло нове видання класичного анімаційного фільму «Попелюшка» на DVD і вперше на Blu-ray.